# Friné frente al Areópago
Friné ante el Areópago (en francés: Phryné devant l'Aréopage) es una obra del artista Jean-Léon Gérôme pintada en 1861. Representa a Friné, una hetera muy famosa de la Antigua Grecia, durante su juicio por impiedad. Según la leyenda, Friné fue absuelta después de que el orador Hipérides, uno de los oradores más famosos de la antigüedad, la desnudara ante sus jueces  para convencerlos de su inocencia.  Es esta escena final del juicio la que se representa en el cuadro de Gérôme.
La obra fue expuesta en el Salón de 1861.  Se exhibe en la Hamburger Kunsthalle de Hamburgo.

## Historia
En el Salón de 1861 la obra impresionó al público y a la crítica. Se consideraba "bastante escabrosa" y "pornográfica".  Este juicio se debe a la actitud de los jueces ante la repentina desnudez de la hetera: su representación como asamblea de hombres mayores con mirada sorprendida y lasciva sugiere más a viejos pervertidos que a sabios magistrados. 
Émile Zola describe la escena como "una pequeña figura de caramelo, que los viejos comen con los ojos; el caramelo salva las apariencias".   Para él, la Friné de Gérôme es una ficción alejada de la realidad, encarnada por la pose escultural de la hetera y que representa, a los ojos del hombre de letras, el atraso de la pintura académica que luchó contra los nuevos movimientos artísticos, especialmente el impresionismo, al que el propio Gérôme se opuso ferozmente. En 1866, Zola criticó otro cuadro célebre de Gérôme de temática antigua, Cleopatra ante César, llamándolo "Cleopatra en yeso".  Para Zola, el cuadro está construido sobre una mesa de dibujo, "un objeto de moda", pero Gérôme no le pone "ni carácter ni ningún tipo de personalidad".  En la misma línea, Théophile Gautier compara la figura central del cuadro con una "estatua viviente" por su pose y su blancura marmórea.  De hecho, en el cuadro, Friné adopta la pose de una estatua: con los pies juntos, la espalda recta y su posición entre dos pedestales, uno negro bajo en primer plano y otro gris delante de ella a modo de altar con una estatuilla de Atenea y un trípode.
El cuadro se venderá por la importante suma de cincuenta mil o sesenta mil francos y sus reproducciones tendrán un enorme éxito en los años siguientes en toda Francia, hasta el punto de que supondrán un ingreso fijo para Gérôme y la casa Goupil que publica impresiones y grabados de sus obras. 
El lienzo probablemente inspiró la estatua de mármol Friné, esculpida hacia 1863 por el milanés Francesco Barzaghi, presentada en la Exposición Universal de París de 1867.

## Descripción
Friné está en el centro de la composición, iluminada por una luz que procede de delante, tras el espectador. Hipérides acaba de arrancarle la túnica, dejándola desnuda ante los jueces. La joven, sorprendida, se cubre el rostro con el brazo alzado en un gesto de pudor, que contrasta con la mirada lasciva unos disgustada otros de los ancianos jueces.El contraste entre Friné y sus jueces también se destaca por el juego de colores: cian es el manto que Hipérides arrastra a la izquierda, a la derecha el brillo blanco del cuerpo desnudo de la hetera y en rojo las túnicas de los magistrados sentados en el lado derecho de la obra.
El acto de mostrar la hetera, tiene como objetivo llamar la atención de todos los espectadores sobre Friné en su estado natural. Un argumento que vale más que el discurso por Friné recitado unos minutos antes. Lo que se revela es la belleza de Friné en un acto teatral de Hipérides: Friné, de hecho, es revelada y no hecha llegar desnuda al Areópago. Esta puesta en escena obliga tanto al espectador como a los jueces a ver a la hetera, aceptándola.  Se cree que la pose de esta está inspirada en una fotografía de Nadar de 1855, titulada Mariette y en la que aparece la modelo Christine Roux.  

## Caricaturas estadounidenses
Bernhard Gillam hizo una famosa caricatura en 1884 titulada Friné ante el Tribunal de Chicago, donde Friné es reemplazada por el candidato presidencial del Partido Republicano James G. Blaine, en ropa interior y cubierto de escándalos tatuados, y como Hipérides el editor periodístico Whitelaw Reid. Un joven Theodore Roosevelt se encuentra en la primera fila de magistrados.
Otra caricatura data de 1908, La Friné Alta Tarifa ante el Tribunal.

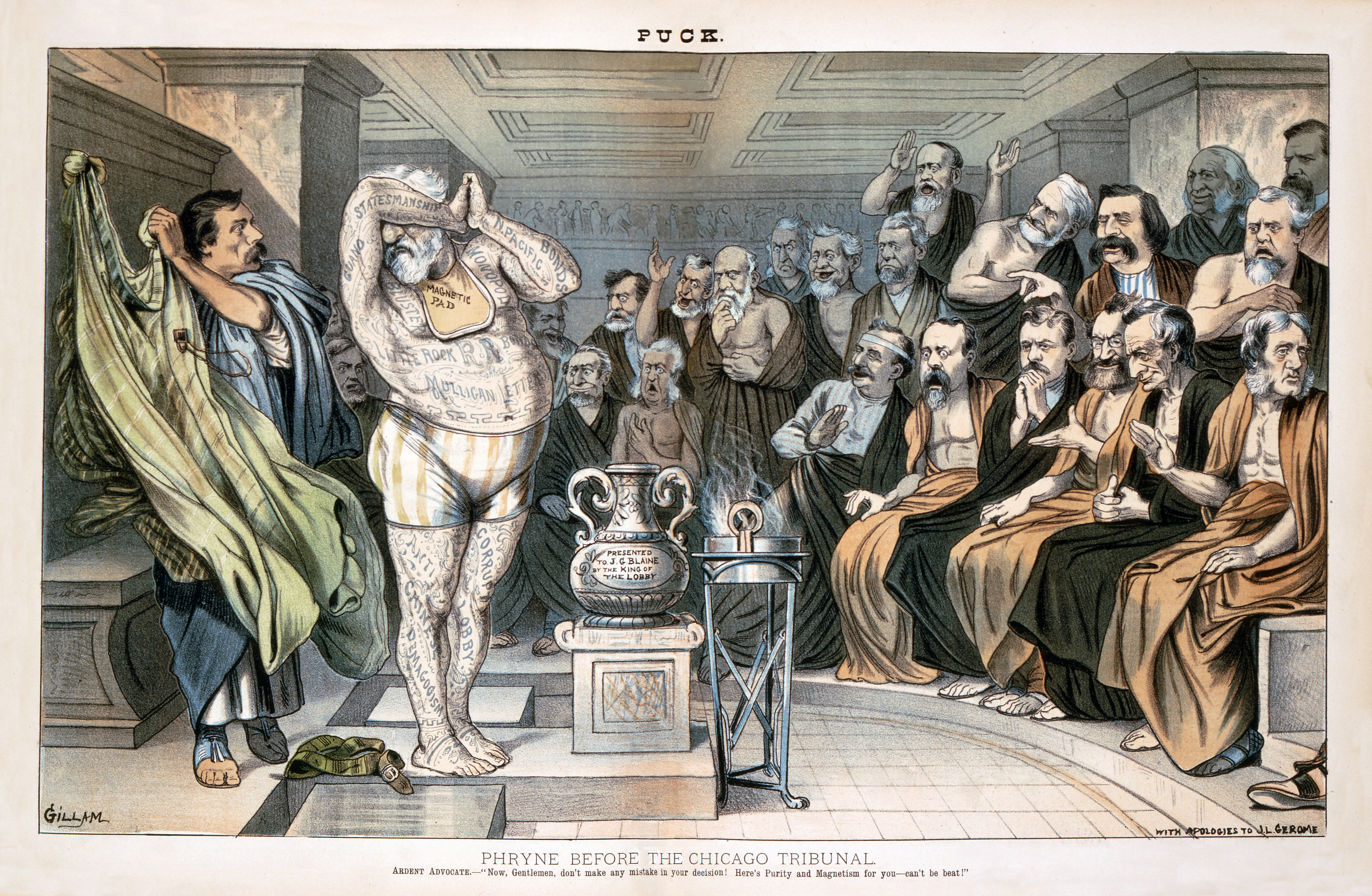
Friné ante el Tribunal de Chicago de Bernhard Gillam, revista Puck, v. 15, no. 378 (4 de junio de 1884).
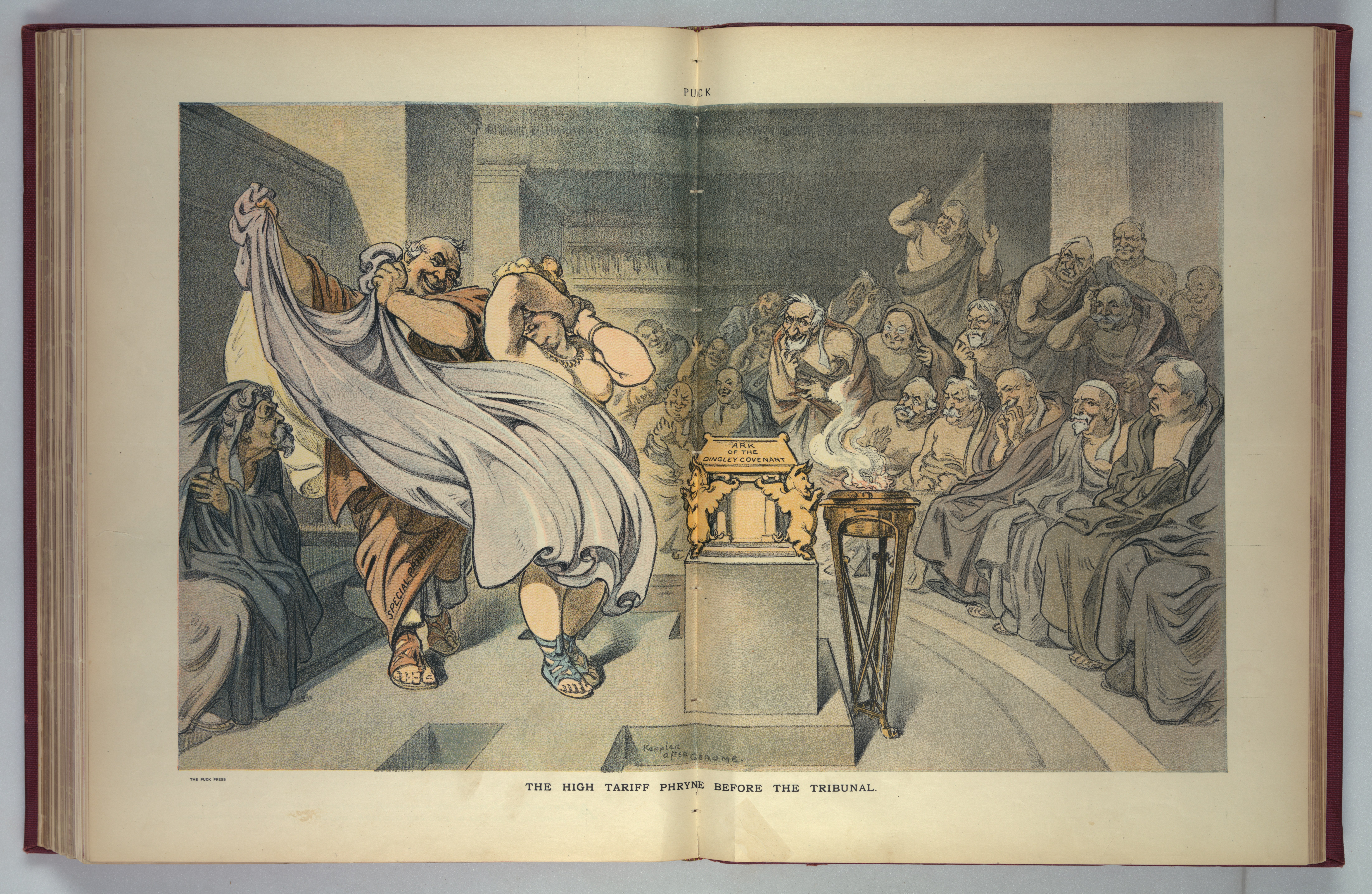
La Friné Alta Tarifa ante el Tribunal de Udo J. Keppler, revista Puck, v. 64, no. 1658 (9 de diciembre de 1908).